# 신세대 보고 - 어른들은 몰라요의 에피소드 목록 (1995년)
이 문서에서는 대한민국의 방송사 한국방송공사의 KBS 1TV에서 방송된 시추에이션 드라마인 《신세대 보고 - 어른들은 몰라요》의 1995년 에피소드 목록을 나열한다.

## 에피소드 목록
| 회차   | 방송 일자 | 부제 (서브 타이틀)                 | 극본                   | 연출                           | 출연 | 비고                                                                          |
| ------ | --------- | ---------------------------------- | ---------------------- | ------------------------------ | --- | ----------------------------------------------------------------------------- |
| 제1회  | 2월 23일  | 스타 신드롬, 오빠가 좋아요!        | 유진선, 유부연, 구자형 | 황제연, 장성환, 이원군         | 이재은, 오미영, 최유진, 김지영, 김기진, 진운성, 이수미, 이채후, 왕상원, 이상훈, 손해진, 장혜진, 이남숙, 차승민, 박선주, 박성희, 윤갑수, 김재인, 김영희, 이원준, DJ DOC | 연예인들의 맹목적인 추종에 대한 청소년들의 심리를 재조명해보는 에피소드이다.  |
| 제2회  | 3월 9일   | 발렌타인데이에서 화이트데이까지    | 유진선, 유부연, 홍진아 | 박찬홍, 장성환, 이원군         | 서민희, 강우경, 김민호, 김정득(아역), 김한나(아역), 배명렬, 노영화, 박선주, 권순국 |                                                                               |
| 제3회  | 3월 16일  | 난 어떻게 해서든지 예뻐지고 말거야 | 유진선, 유부연, 양효진 | 김학수, 장성환, 이원군         | 이은선, 이유나, 노지연, 김광필, 김혜옥, 한근욱, 윤서현, 문진관, 백경미, 강민석, 우재형, 김철수, 최원주 |                                                                               |
| 제4회  | 3월 23일  | 남자면 다냐?                       | 유진선, 유부연, 임선경 | 황제연, 장성환, 이원군         | 정세윤, 장덕수, 이창욱, 임영춘, 오성렬, 윤아, 김원배, 강수영, 원근희, 손해선, 이춘식, 서혜운, 박정곤, 이계영, 장대지, 이준균, 김준, 강민석, 김준모, 조정국, 최정국, 윤갑수, 김수정                                                                                         |                                                                               |
| 제5회  | 3월 30일  | 전쟁과 평화                        | 유진선, 유부연, 임선경 | 박찬홍, 이원군, 장성환         | 김준혁, 김주영, 김일란, 전태열, 신정승, 윤여정, 윤여선, 이경미, 조훈희(아역), 박지은(아역) |                                                                               |
| 제6회  | 4월 6일   | 한달간의 사랑                      | 유진선, 유부연, 홍진아 | 김학순, 이원군, 장성환         | 정현옥, 이광기, 윤영경, 김영희, 이명희, 윤미숙, 이기철, 임혁주, 김희진, 정수계, 유하연, 장혜진, 차승민, 이승은, 조보현 |                                                                               |
| 제7회  | 4월 13일  | 삐삐와 오토바이                    | 유진선, 유부연, 양효진 | 황제연, 김상근, 장성환         | 김수근, 유재하, 김혁, 이준균, 이선희, 안해숙, 한근옥, 김형자, 박용식, 김정임, 이해욱, 윤용덕, 함석훈, 김철수, 양혜진, 안광진, 강민석, 이두경, 이창욱, 김준, 이주호, 이종수, 강응석, 안승철, 조동원, 이훈성, 구해룡, 양현태(박도유), 이희우, 수리운, 한주연, 이지영, 한은혜 |                                                                               |
| 제8회  | 4월 20일  | 소라의 성                          | 유진선, 유부연, 홍진아 | 박찬홍, 장성환, 김상근         | 정현옥, 정세윤, 이종수, 이광기, 김인문, 이춘식, 이계영, 곽정희, 김경애, 문정진, 최유진, 남진화 |                                                                               |
| 제9회  | 4월 27일  | 마네킹과 청바지                    | 유진선, 유부연, 임선경 | 김학순, 장성환, 손쾌윤         | 고은아, 엄유신, 김미희, 서혜원, 이기철, 박유승, 김영희, 정지연, 송윤아, 김경화, 최운주, 이희우 |                                                                               |
| 제10회 | 5월 4일   | 마법의 성                          | 임희철, 유진선         | 황제연, 장성환, 손쾌윤         | 장덕수, 강현종, 조명식(조재완), 권현정, 박미지, 최진애, 이병철, 김원배, 강수영, 함석훈, 윤정빈, 서상철, 박유승, 봉혜선, 조춘, 한유정, 정도희, 장대지, 이혜련(허윤), 장윤희, 허정하, 박영주, 권지연, 김수정, 표은숙                                                         | 겉으로 드러내기 힘든 청소년들의 성 문제를 허심탄회하게 다룬 에피소드이다.     |
| 제11회 | 5월 11일  | 마마보이                           | 유진선, 홍진아, 유부연 | 장성환, 손쾌윤                 | 김수근, 서우림, 이광기, 윤아, 강우경, 차승민, 이인철, 박유승, 한성진, 이선호, 김동림, 엄승주 |                                                                               |
| 제12회 | 5월 18일  | 금연합시다!                        | 양효진, 유진선, 유부연 | 김학순, 장성환, 손쾌윤         | 손영주, 노지연, 이은선, 박칠용, 김성근, 정진, 정수계, 강민석, 백경미, 김홍수, 최원주, 김영신, 최우선, 이서호, 김진, 최정민 | 청소년들의 흡연 문제를 허심탄회하게 재조명한 에피소드이다.                    |
| 제13회 | 5월 25일  | 교실 라스베가스                    | 임선경, 홍진아, 유부연 | 황제연, 장성환, 손쾌윤         | 장덕수, 김준, 이선호, 박용식, 김용선, 이인철, 전해룡, 이문환, 김하균, 강민석, 이창욱, 김보경, 이현화, 박정열, 장윤희, 이희우, 김상균 |                                                                               |
| 제14회 | 6월 8일   | 우리들의 반란                      | 유진선, 홍진아, 유부연 | 박찬홍, 장성환, 손쾌윤         | 김민호, 서민희, 김혁, 최정민, 신필교, 김진해, 박건식, 주호성, 윤순홍, 강성욱, 김홍수, 구해룡, 정소영(정은찬) |                                                                               |
| 제15회 | 6월 15일  | 나는 들러리                        | 양효진, 유진선, 유부연 | 김학순, 장성환, 손쾌윤         | 이영호, 김수근, 이광기, 서권순, 문희권, 박태호, 권병길, 오경은, 최원주, 권순국, 양영일, 허성, 강용석(강지우), 임성재, 조영우, 엄승주, 김주승, 지우성, 어수만, 김성실, 양덕일, 양장규                                                                                       |                                                                               |
| 제16회 | 6월 22일  | 어떤 유혹                          | 최은숙, 유진선, 유부연 | 황제연, 장성환, 손쾌윤         | 고정일, 김소연, 최석호, 한태희, 최대현, 이성용, 김혜정, 신수강, 이우석, 박정곤, 김준, 황윤미(고은채), 김현정, 김영희, 정순례, 하다솜, 김윤영, 현숙희, 심양식, 권숙연, 심은섭, 김수정, 임현남, 전대병                                                                       |                                                                               |
| 제17회 | 7월 6일   | 컴맹 vs 컴광                       | 임희철, 유진선, 유부연 | 장성환, 손쾌윤                 | 김수근, 서학, 남윤정, 이혜련(허윤), 양영일, 최지혁, 이계영, 이기철, 이종국, 정명용, 지수연, 김가연, 윤정진, 김정임 |                                                                               |
| 제18회 | 7월 13일  | 세상이 우리를 필요로 하다          | 유진선, 유부연, 임선경 | 장성환, 손쾌윤, 박찬홍         | 전소희, 노지연, 이유나, 김동주, 박건식, 이계영, 권오균, 강수영, 윤덕선, 장혜진, 박영주, 정승아, 최선영, 이혜원, 최경애, 임효정 |                                                                               |
| 제19회 | 7월 20일  | 샤론스톤 790417                    | 유진선, 유부연, 정정명 | 장성환, 손쾌윤, 김학순         | 강승연, 김준혁, 최유진, 김정하, 김윤형, 변은영, 나성균, 이현정, 유기숙, 정석원, 조주연, 김영현, 정회남, 정소영(정은찬), 김지혜 |                                                                               |
| 제20회 | 7월 27일  | 거인의 손                          | 유진선, 유부연, 최은숙 | 장성환, 손쾌윤, 황제연         | 이준성, 한태희, 정진, 김동완, 홍영자, 황윤미(고은채), 윤진호, 오성열, 김하균, 진운성, 강민석, 장대지, 김태양, 김미희, 최영우, 이창욱, 이선호, 한성진, 권소녀, 문미선, 현숙희, 신순자                                                                                       |                                                                               |
| 제21회 | 8월 3일   | 찢겨진 노트                        | 유진선, 유부연, 홍진아 | 장성환, 손쾌윤, 박찬홍         | 강승연, 강우경, 조주연, 김지은, 송수영, 이계영, 이혜련(허윤), 차승민, 이혜진, 최선영, 채성혜 |                                                                               |
| 제22회 | 8월 10일  | 여름사냥                           | 유진선, 유부연, 임희철 | 장성환, 손쾌윤, 김학순         | 김수근, 조명식(조재완), 김동주, 권병길, 정태섭, 김정, 고진명, 이서호, 신필교, 맹혜리, 정해민, 이승민 |                                                                               |
| 제23회 | 8월 17일  | 굿바이 도쿄                        | 유진선, 유부연, 정정명 | 장성환, 손쾌윤, 황제연         | 정세윤, 고은아, 최윤진, 고정일, 서혜원, 권소녀, 김보경, 김혜정, 정수계, 이성용, 박유승, 오지영, 윤미라, 이용진, 김준, 허성, 이선호, 문지희, 최강희 | 광복 50주년 특집으로 방영하였다.                                              |
| 제24회 | 8월 24일  | 유학 티켓                          | 유진선, 유부연, 최은숙 | 장성환, 손쾌윤, 박찬홍         | 이영호, 한태희, 김준혁, 박영태, 김정하, 남윤정, 박건식, 류혜연, 강신방, 변은영, 김선영, 조라영, 정승아, 김예진 |                                                                               |
| 제25회 | 9월 7일   | D-76                               | 유진선, 유부연, 임선경 | 장성환, 손쾌윤, 김학순         | 강승연, 원숙희, 김수정, 배주연, 오남길, 하미혜, 권병길, 차영옥, 이기철, 남동현, 이혜영, 김수경, 정혜정, 황윤미(고은채), 천미나 |                                                                               |
| 제26회 | 9월 21일  | 스타 탄생                          | 유진선, 유부연, 홍진아 | 장성환, 이동순, 황제연         | 정현옥, 이윤수, 서갑숙, 김혜경, 노지연, 주호성, 이계영, 강민석, 김수정, 서준영, 배윤진, 김태양, 오지현, 차승민, 이승민, 김순미 |                                                                               |
| 제27회 | 9월 28일  | 영웅일기                           | 유진선, 유부연, 홍진아 | 장성환, 박찬홍, 이동순         | 조명식(조재완), 김지민, 최기훈, 한태희, 권순국, 박건식, 권병길, 이인철, 김성실, 엄승주, 김진 | 김대현 군 학교폭력 시달리다가 자살 이후, 학교폭력에 재조명한 다룬 에피소드다. |
| 제28회 | 10월 5일  | 17세, 남성선언                     | 유진선, 이향희, 방남숙 | 장성환, 김학순, 이동순         | 김수근, 정세윤, 남윤정, 김경희, 이광기, 오경은, 강민석, 안운호, 배윤진, 최진애, 김유신, 이종환, 이준균, 황윤미(고은채), 서정석 |                                                                               |
| 제29회 | 10월 12일 | 머피의 법칙                        | 최은숙, 방남숙, 유진선 | 황제연, 이동순                 | 김준혁, 한태희, 이진아, 임영춘, 이성용, 이금복, 오성열, 신용규, 이계영, 강수영, 오지현, 김준, 이선호, 민정근, 정나영, 양송이, 유기애, 이현민 |                                                                               |
| 제30회 | 10월 19일 | 가을날의 동화                      | 최은숙, 방남숙, 유진선 | 박찬홍, 이동순                 | 최강희, 김민호, 안해숙, 이기철, 이상미, 김도원, 이계영, 허기호, 정승돈, 임미나, 정승아, 최선영 |                                                                               |
| 제31회 | 10월 26일 | 나비의 꿈                          | 이향희, 방남숙, 유진선 | 김학순, 이동순                 | 정현옥, 강승연, 서혜원, 황윤미(고은채), 서권순, 남윤정, 최병학, 이광기, 이현정, 윤정빈, 이은주, 송수경, 정혜정, 현숙희, 이용화, 민정근, 조완웅, 조현경 |                                                                               |
| 제32회 | 11월 2일  | 어떤 탈출                          | 이수재, 방남숙, 유진선 | 황제연, 이동순                 | 최진애, 오주이, 김보경, 오미영, 김혜경, 신용규, 강민석, 권병길, 김혜옥, 이성용, 이금복, 신정원, 이계영, 오지영, 한유정, 김수정, 강은정, 남동현, 이승민, 이수란, 이정미, 이선호, 김준, 최경준, 조옥남                                                                       |                                                                               |
| 제33회 | 11월 9일  | 덩크슛                             | 방남숙, 임선경         | 박찬홍, 이동순                 | 이용진, 이주현, 장문, 박아람, 오종훈, 김명철, 박인나, 안해숙, 이기철, 강용석(강지우), 김재근, 김성실, 김성진, 엄승주, 배수만 |                                                                               |
| 제34회 | 11월 30일 | 왕자님과 만화처럼                  | 홍진아, 방남숙         | 함형진, 이정수, 이동순         | 정현옥, 조명식(조재완), 박건식, 오미연, 곽정희, 강지윤, 이미경, 박미지, 정혜정, 차승민, 이영희, 박균홍, 유정훈, 상상해준, 조영철 |                                                                               |
| 제35회 | 12월 7일  | 허수아비의 노래                    | 방남숙, 최은숙         | 황제연, 이정수, 강성철, 이동순 | 장대지, 김인수, 한태희, 김준, 노지연, 이선호, 권병길, 홍영자, 이계영, 이금복, 김동완, 강수영, 안광진, 김종옥, 강민석, 양혜진, 정순례, 김수정 |                                                                               |
| 제36회 | 12월 14일 | 질투                               | 이향희, 방남숙         | 김학순, 이정수, 강성철, 이동순 | 김혜경, 오주이, 김영희, 김혁, 봉혜선, 남윤정, 김현성, 김형일, 이현정, 이기철, 김일웅, 강진아, 황윤미(고은채), 이혜영, 장정원, 황준호, 유병호 |                                                                               |
| 제37회 | 12월 21일 | 외출                               | 양효진, 방남숙         | 함형진, 이정수, 강성철, 이동순 | 최강희, 양동재, 곽유림, 김보라나, 유세민, 신수강, 서학, 차영옥, 이현순, 이종국, 현숙희, 허맹호, 우봉식, 이영희, 양재한, 김병식, 이병섭, 김찬문, 정재훈, 손옥자, 김윤경, 이대영                                                                                             |                                                                               |
| 제38회 | 12월 28일 | 10대를 위한 에필로그               | 방남숙, 임선경         | 김학순, 이정수, 강성철, 이동순 | 고정일, 이정욱, 김수근, 백준기, 이성용, 이계영, 김정하, 구영서, 홍보영, 이명숙, 허성, 조희, 이범준(아역), 김동찬(아역), 김경재(아역), 강신호, 이준균 |                                                                               |

## 편성 변경
- 3월 2일: 공사창립특집 95 KBS 최고가수 대축제로 인해 방송일이 1주일 연기되었다.
- 6월 1일: 95 세계 청소년 대표자회의 축제 한마당으로 인해 연기되었다.
- 6월 29일: 삼풍백화점 붕괴사고로 인한 뉴스특보 방송관계로 방송일을 1주일 뒤로 긴급 연기했다.
- 8월 31일: 95 프로야구 삼성 : 해태 중계방송 관계로 인해 방송일이 1주일 연기되었다.
- 9월 14일: 95 프로야구 LG : OB 중계방송 관계로 인해 방송일이 1주일 연기되었다.
- 11월 16일: 노태우 대통령 구속로 인한 뉴스특보 방송관계로 방송일을 1주일 뒤로 긴급 연기했다.
- 11월 23일: 96 애틀랜타 올림픽 축구 대표팀 초청 내한경기 한국 : 러시아 중계방송 관계로 인해 편성이 중단되었다.